# Lex Plautia Papiria
Lex Plautia Papiria је био римски закон донесен у време Савезничког рата у Риму (91−88. п. н. е.) којим је дотадашњим римским савезницима додељено римско грађанско право. 

## Увод
Савезнички рат избио је 91. године п. н. е. Побуну су подигла племена Марса, Пелигна, Вестина, Маруцина, Пицена, Ферентина, Хирпина, Помпејана, Венисина, Апулаца, Луканаца, Самнита и Сабина који су захтевали да им се додели римско грађанско право. Законски предлог за додељивање грађанских права савезницима спада у програм популара и надовезује се на делатност Гаја Граха који је током свог трибуната (123. п. н. е.) предложио да се савезницима додели грађанско право. Конзул за 90. годину п. н. е., Луције Јулије Цезар, предлаже крајем 90. године п. н. е. закон којим би се права доделила свим савезницима који се нису прикључили устаницима. 

## Закон
Године 89. п. н. е. предложен је закон Lex Plautia Papiria о додељивању римских грађанских права свим савезницима који у року од 60 дана положе оружје. Нови грађани би се разврстали у 10 триба. Велики број савезника прихватио је услове и положио оружје. Италија је од Месине на југу до реке Арно на северу постала ager populi Romani, а становништво је добило грађанска права и разврстано је у 8 триба како не би, с обрзиром на број, одрело победу у свим трибама приликом гласања. 